# Shoshone County
Shoshone County is een county in de Amerikaanse staat Idaho.
De county heeft een landoppervlakte van 6.822 km² en telt 13.771 inwoners (volkstelling 2000). De hoofdplaats is Wallace.